# Água de Gato
Água de Gato es una localidad caboverdiana del municipio de São Domingos.

## Geografía
La localidad está situada en la isla Santiago.

## Organización territorial
La localidad abarca los lugares y barrios de:
- Achadinha
- Chãozinho
- Curral
- Laranjeira
- Lém Freire
- Lém Mendonça
- Lém Pereira
- Mitra
- Monte
- Rema Rema
- Travissa Baixo